# Relations entre la France et le Kurdistan irakien
 (juillet 2023).
La mise en forme du texte ne suit pas les recommandations de Wikipédia : il faut le « wikifier ».
Les points d'amélioration suivants sont les cas les plus fréquents. Le détail des points à revoir est peut-être précisé sur la page de discussion.
- Les titres sont pré-formatés par le logiciel. Ils ne sont ni en capitales, ni en gras.
- Le texte ne doit pas être écrit en capitales (les noms de famille non plus), ni en gras, ni en italique, ni en « petit »…
- Le gras n'est utilisé que pour surligner le titre de l'article dans l'introduction, une seule fois.
- L'italique est rarement utilisé : mots en langue étrangère, titres d'œuvres, noms de bateaux, etc.
- Les citations ne sont pas en italique mais en corps de texte normal. Elles sont entourées par des guillemets français : « et ».
- Les listes à puces sont à éviter, des paragraphes rédigés étant largement préférés. Les tableaux sont à réserver à la présentation de données structurées (résultats, etc.).
- Les appels de note de bas de page (petits chiffres en exposant, introduits par l'outil «  Source ») sont à placer entre la fin de phrase et le point final[comme ça].
- Les liens internes (vers d'autres articles de Wikipédia) sont à choisir avec parcimonie. Créez des liens vers des articles approfondissant le sujet. Les termes génériques sans rapport avec le sujet sont à éviter, ainsi que les répétitions de liens vers un même terme.
- Les liens externes sont à placer uniquement dans une section « Liens externes », à la fin de l'article. Ces liens sont à choisir avec parcimonie suivant les règles définies. Si un lien sert de source à l'article, son insertion dans le texte est à faire par les notes de bas de page.
- La présentation des références doit suivre les conventions bibliographiques. Il est recommandé d'utiliser les modèles {{Ouvrage}}, {{Chapitre}}, {{Article}}, {{Lien web}} et/ou {{Bibliographie}}. Le mode d'édition visuel peut mettre en forme automatiquement les références.
- Insérer une infobox (cadre d'informations à droite) n'est pas obligatoire pour parachever la mise en page.

Pour une aide détaillée, merci de consulter Aide:Wikification.
Si vous pensez que ces points ont été résolus, vous pouvez retirer ce bandeau et améliorer la mise en forme d'un autre article.
 (juillet 2023).
Améliorez-le ou discutez des points à vérifier. 
Les relations entre la France et le Kurdistan irakien sont les relations internationales entre l'état français et la région du Kurdistan irakien.
La France ouvre un consulat général à Hewlêr (Erbil) et la région du Kurdistan a une représentation à Paris. Les liens entre la France et la Région du Kurdistan se sont renforcés depuis la présidence de François Mitterrand (1981-1995),Son épouse Danielle Mitterrand ayant jouée un rôle déterminant dans la campagne pour la zone d'exclusion aérienne sur la région du Kurdistan en 1991. La France est présente militairement dans la région et le consul général Dominique Mas décrit leurs relations comme étant « historiques » et « à long terme ».

## Histoire

### Mandat Mitterrand (1981-1995)
En 1982, la Première dame Danielle Mitterrand a participé activement à la formation de l'Institut kurde de Paris en sensibilisant le public autour de lui. En 1989, elle organise l'accueil de 1 000 réfugiés kurdes en France avec l'accord du président et du gouvernement. Elle s'est également rendu au Kurdistan en 1991, visitant des réfugiés à la frontière Iran-Irak, et de nouveau en juillet 1992 pour assister à l'établissement du Parlement de la région du Kurdistan. En 2011, Jonathan Randal écrivait : « En France, Danielle Mitterrand, l'épouse de l'ancien président et véhémente défenseure des Kurdes et d'autres minorités opprimées, n'a pas eue besoin d'encouragements pour porter leur sort à l'attention de son mari. Lorsque, fin mars 1991, la contre-offensive irakienne prit de l'ampleur, elle alerta des spécialistes à l'intérieur et à l'extérieur du gouvernement pour préparer des plans d'urgence. Elle avait été sensibilisée à la question kurde entre autres par Bernard Dorin, un diplomate qui a brusquement abandonné sa carrière pour travailler à la défense des Kurdes ." 

### Mandat Chirac (1995-2012)
Dans une interview au journal L'essentiel en 2012, le président kurde Massoud Barzani a déclaré que la Région du Kurdistan n'avait pas de relations directes avec le président Chirac, mais qu'elle était en contact avec plusieurs ministres dont notamment le ministre de l'Intérieur Nicolas Sarkozy.

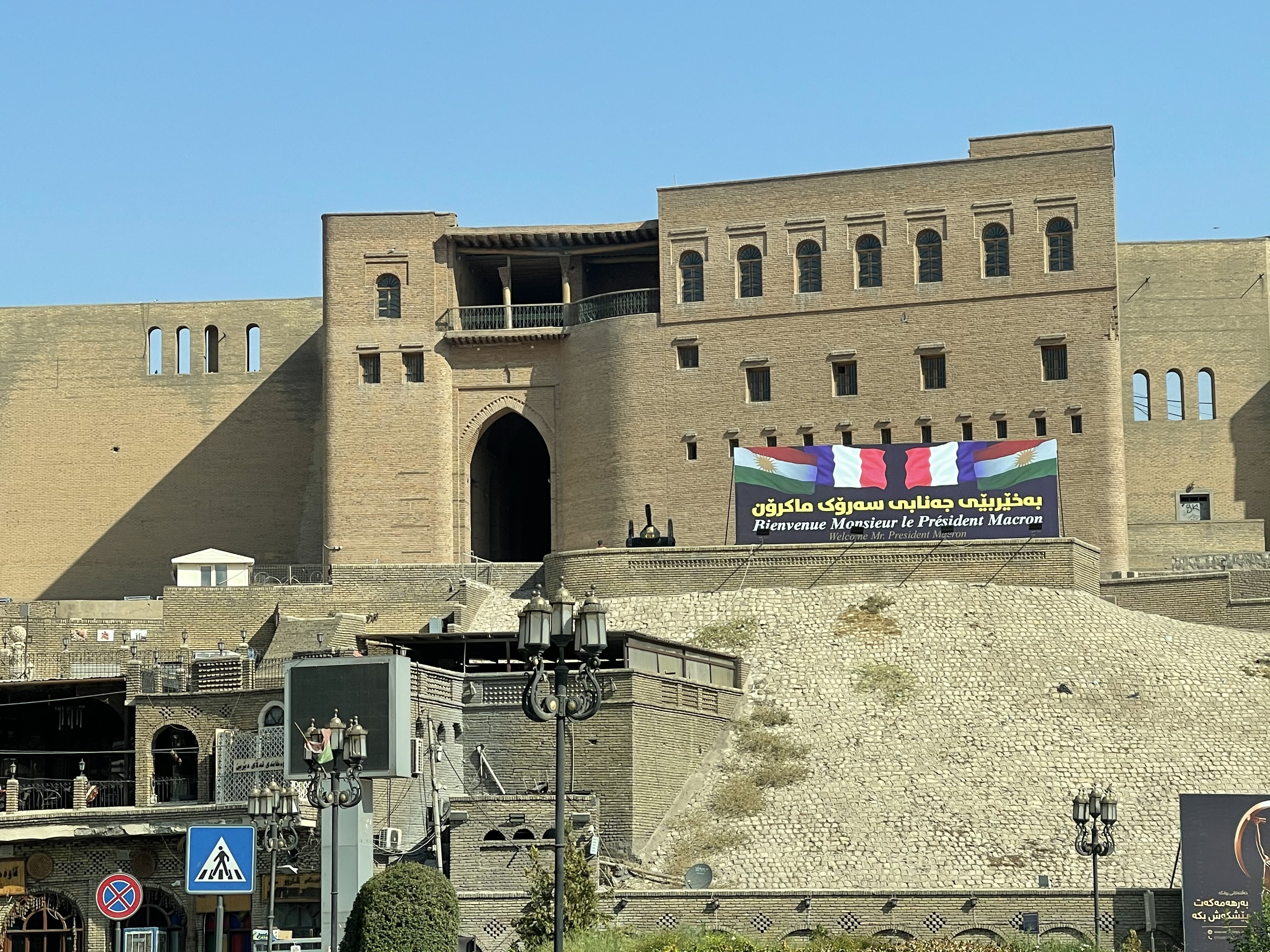
Bannière accueillant le président Emmanuel Macron sur la citadelle de Hewlêr (Erbil) pour sa visite en août 2021.

### Mandat Sarkozy (2007-2012)
Sous la présidence de Sarkozy, une ambassade a été ouverte à Hewlêr (Erbil) en présence du ministre français des Affaires étrangères Kouchner. En 2010, Kouchner a décrit l'approche de Sarkozy envers les Kurdes comme étant une revitalisation de leurs relations. La même année, Massoud Barzani a rencontré le président Nicolas Sarkozy et le ministre des Affaires étrangères Bernard Kouchner à Paris, où ils ont signé un protocole renforçant les liens dans divers domaines, dont le commerce, l'éducation et la culture. Sarkozy a déclaré que : « La France est heureuse de son amitié avec le Kurdistan et attache une grande importance à cette amitié.

### Mandat Hollande (2012-2017)
Le président kurde Massoud Barzani a rencontré le président français François Hollande à Paris à trois reprises ; en 2014, 2015 et en 2016,,, tandis que Hollande s'est rendu à Hewlêr (Erbil) en 2014 et 2017,. Quant au ministre français de la Défense, Jean-Yves Le Drian,il a rencontré deux responsables kurdes en 2016, une fois à la Conférence de Munich sur la sécurité et une fois à Hewlêr (Erbil),.

#### Aides militaires
En août 2014, des soldats Français ont été envoyés au Kurdistan pour participer à la formation des soldats kurdes ( peshmergas ). En janvier 2015, 40 soldats supplémentaires ont été envoyés dans la région. En août 2014, la France a également fourni aux soldats kurdes une quantité non divulguée d'armes et 20 tonnes d'aide humanitaire. Début février 2015, une délégation militaire kurde conduite par le ministre des Peshmerga Sayid Qadir a rencontré Hollande pour discuter de coopération militaire. Le ministre français de la Défense, Jean-Yves Le Drian, a effectué une visite à Hewlêr (Erbil) avril 2016, où il a déclaré : « Je suis également venu ici pour rencontrer le président de la région du Kurdistan Masoud Barzani et le Premier ministre Nechirvan Barzani pour réitérer le soutien de la France aux peshmergas. forces dans la lutte contre Daech », et en outre que : « Les peshmergas jouent un rôle important dans cette lutte ». En juin 2016, deux cargaisons d'aide militaire ont atteint la région du Kurdistan, composées de roquettes MM89, de milliers de types différents de munitions, de grenades de défense et d'attaque et de lunettes de vision nocturne.